# Matthias Beller

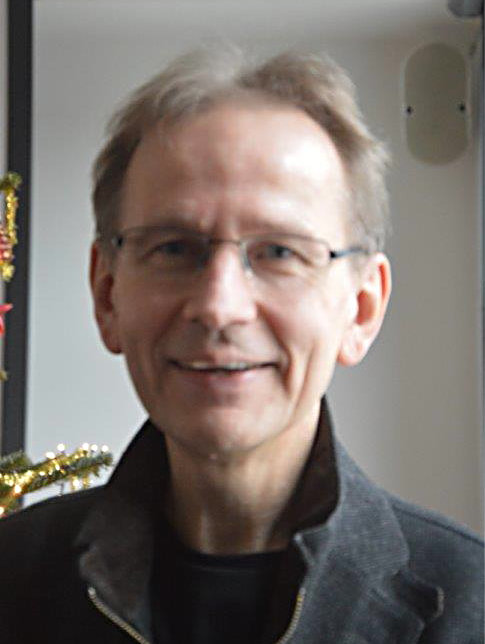
Matthias Beller in Rostock

Matthias Beller (* 11. April 1962 in Gudensberg, Hessen) ist ein deutscher Chemiker und Hochschullehrer.

## Leben
Matthias Beller wuchs in Besse (Edermünde) auf, besuchte hier die Grundschule und anschließend in Fritzlar die König-Heinrich-Schule. Von Juli 1981 bis Oktober 1982 leistete er in Zweibrücken und Homberg seinen Grundwehrdienst ab.
1982 begann er sein Chemiestudium an der Georg-August-Universität Göttingen. 1987 erreichte er mit einer Arbeit über die Synthese von aminosäureverknüpften Aldophosphamidglucosiden sein Diplom. Anschließend war Beller bis 1989 wissenschaftlicher Mitarbeiter am Organisch-Chemischen Institut. Im Juni 1989 promovierte Beller unter Lutz Friedjan Tietze mit Entwicklung und Anwendung neuer Methoden zur Synthese von Antitumormitteln und antiviraler Wirkstoffe. Ab 1990 war er Liebig-Stipendiat des Verbandes der Chemischen Industrie und Postdoktorand am Massachusetts Institute of Technology in Cambridge, USA.
Zwischen 1991 und 1995 arbeitete der Chemiker bei der Hoechst AG in Frankfurt am Main, bis 1993 als Laborleiter der Gruppe Metallorganische Chemie – Katalyse und danach als Projektleiter für Homogene Katalyse. Im Januar 1996 wurde er zum C3-Professor für Chemie an der Technischen Universität München ernannt. Seit Juni 1998 ist er Direktor des Leibniz-Institutes für Katalyse und hat eine C4-Professur für Katalyse an der Universität Rostock.
Beller ist außerdem in einigen Organisationen Vorstandsmitglied, seit 1999 bei der DECHEMA-Fachsektion Katalyse, seit 2003 am Institut für Angewandte Chemie in Berlin-Adlershof und seit 2004 Vorsitzender der deutschen Katalysevereinigung Connecat.
Beller ist verheiratet und hat zwei Kinder.

## Leistungen
Ein wesentliches Ziel der Forschungstätigkeiten Bellers ist die Entwicklung neuer und umweltfreundlicher Katalyseverfahren. Um dies zu erreichen, verwendet er unter anderem natürlich vorhandene Stoffe wie Sauerstoff.
Seine Forschungsschwerpunkte liegen dabei bei folgenden Themen:
- katalytische Funktionalisierung von Arylhalogeniden
- enantioselektive Oxidationsreaktionen
- metallkatalysierte Hydroformylierungen und Telomerisierungen
- katalytische Aminierungen
- Carbonylierungsreaktionen

Einige Forschungsergebnisse wurden auch industriell umgesetzt und im Rahmen einer Zusammenarbeit mit Degussa vermarktet.

## Auszeichnungen
Beller ist Mitglied der Deutschen Akademie der Technikwissenschaften (acatech) und der Akademie der Wissenschaften in Hamburg. Seit 2009 ist er Mitglied der Deutschen Akademie der Naturforscher Leopoldina (Matrikel-Nr. 7257).
- 1997 Otto Roelen-Medaille der DECHEMA
- 2002 Merck-Frost-Lectureship an den Universitäten Toronto, Montreal und Kingston
- 2003 Novartis-Chemistry-Lectureship
- 2005 Novo Nordisk-Lecturer
- 2006 Gottfried-Wilhelm-Leibniz-Preis (mit Peter Wasserscheid)
- 2006 Bundesverdienstkreuz
- 2011 Gay-Lussac-Humboldt-Preis
- 2014 Emil-Fischer-Medaille
- 2015 ERC Advanced Grant[4]
- 2017 Karl-Ziegler-Preis
- 2017 Dr. Karl Wamsler Innovation Award[5]